# Enona

Estructura general de una enona conjugada.

La metil vinil cetona. La enona más simple.

En general, una enona es cualquier compuesto orgánico que presente en su estructura molecular el grupo funcional cetona y el doble enlace C=C.
Aunque habitualmente suele usarse el término enona para referirse a compuestos donde aparece el sistema conjugado de un alquenilo y una cetona, (una cetona α,β-insaturada). La enona más simple es la metil vinil cetona.
Como ejemplo, una enona como la calcona puede ser sintetizada en una condensación de Knoevenagel. El rearreglo de Meyer-Schuster produce una enona a partir de un alcohol propargílico.
Una enona es un reactante en la reacción de ciclización de Nazarov y en la reacción de Rauhut-Currier (dimerización).
- Datos: Q306156
- Multimedia: Enones / Q306156